# Momma
Momma es una popular tira de prensa creada por Mell Lazarus con una larga existencia de cinco décadas desde su debut, el 26 de octubre de 1970. Distribuida al principio por Publishers-Hall Syndicate, se encarga de ello actualmente Creators Syndicate y se publica en más de 400 periódicos de todo el mundo. Apareció también en algunas revistas de cómic europeas, como en los números 8 y 11 de la española "Zeppelin" (1974).
A pesar de que Lazarus se basó para diseñar al personaje en su propia madre, está exclamó al verlo, “You caught Aunt Helen to a tee!” (Captaste al dedillo a tu tía Helen).

## Argumento y personajes
El personaje central es Sonja Hobbs, una bajita y testaruda anciana con una personalidad dominante y gruñona, que tiene tres hijos mayores:
- Francis, un gandul crónico y desvergonzado, es la principal fuente de su exasperación. Tiene poco interés en trabajar y siempre busca resquicios en los contratos de trabajo. No tiene ningún problema en pedirle dinero a ella o a quien haga falta, pero no se le puede molestar para que mueva un dedo y ayude o limpie su propio aparmento. Tiene también un gusto único para las mujeres: Cabezas de chorlito vestidas bastante provocativamente. Los amigos suyos que a veces aparecen en la tira parecen compartir su misma ética laboral.

- Marylou, la más joven, tiene relaciones problemáticas, sobre todo con su madre. Se lía con perdedores y parias — justo los tipos de hombres a los que su madre es reacia, pues está determinada a casarla con ricachones.

- Thomas, el mayor, trabaja y está felizmente casado. En lo que a Momma concierne, Tina, la esposa de su hijo, nunca podría hacer nada para Thomas tan bien como podría hacerlo ella. Tina, en cambio, no tiene tan alto concepto de Momma.

Mientras Momma intenta constantemente que sus hijos se sientan insignificantes sin ella, ellos la consideran una carga emocional. A pesar de todo, se quieren a su manera. Momma suele tener secuencias oníricas, que incluyen a Francis pidiendo limosna, o a ella y su último marido Jerome esperando entrar en el cielo.